# 格菱
格菱（学名：Trapa pseudoincisa）为千屈菜科菱属的植物。分布在俄罗斯、朝鲜、台湾岛、日本以及中国大陆的辽宁、湖北、江西、福建、湖南、吉林、黑龙江等地，生长于海拔250米的地区。

## 异名
- Trapa pseudoincisa Nakai var. aspinifera Xiong
- Trapa pseudoincisa Nakai var. complana Xiong